# Снігурівка (Пологівський район)
Снігурі́вка — село в Україні, у Токмацькій міській громаді Пологівського району Запорізької області. Населення становить 324 осіб (2001). До 2020 року орган місцевого самоврядування — Остриківська сільська рада.

## Географія
Село Снігурівка розташований за 108 км від обласного центру,  79 км від районного центру та 10 км від міста Токмака, на лівому березі річки Токмак, вище за течією за 1,5 км розташоване село Остриківка, нижче за течією за 1,5 км — село Фабричне, на протилежному березі — село Іванівка. Через село пролягають автошлях територіального значення Т 0813 та  залізниця, роз'їзд 75 км (за 5 км).

## Історія
Село засноване у 1864 році під первинною назвою Шензе.
У 1945 році перейменоване в село Снігурівка.
12 червня 2020 року, відповідно до розпорядження Кабінету Міністрів України № 713-р «Про визначення адміністративних центрів та затвердження територій територіальних громад Запорізької області», увійшло до складу Токмацької міської громади.
19 липня 2020 року, в результаті адміністративно-територіальної реформи та ліквідації Токмацького району, село увійшло до складу Пологівського району.
24 лютого 2022 року, в ході російського вторгнення в Україну, село тимчасово окуповане російськими військами.

## Населення

### Мова
Розподіл населення за рідною мовою за даними перепису 2001 року:
| Мова       | Кількість | Відсоток |
| ---------- | --------- | -------- |
| українська | 300       | 92.59%   |
| російська  | 24        | 7.41%    |
| Усього     | 324       | 100%     |